# György Kálmán
György Kálmán (n. 6 martie 1925, Budapesta, Regatul Ungariei – d. 19 februarie 1989, Budapesta, Republica Populară Ungară) a fost un actor maghiar, laureat al premiilor Kossuth și Jászai Mari, distins cu titlurile de artist emerit și maestru al artei. Începând din 1956 a fost personalitate proeminentă a generației sale de actori.

## Biografie
A început studiile de actorie la școala particulară a actriței Margit Makay, apoi a fost admis la Academia de Teatru și Film din Budapesta, după absolvirea căreia a fost angajat la Teatrul Național din Pécs, condus la acea vreme de József Szendrő. Din 1953 până în 1980 a făcut parte din trupa Teatrului Național din Budapesta. Începând din 1981 a jucat la Teatrul Radnóti și a semnat un contract cu Compania Maghiară de Film MAFILM.
În 1957 a obținut primul mare succes în piesa A tojás a lui Félicien Marceau. A devenit conștient de stilul său de joc înclinat către sondarea profundă a psihologiei personajelor sale. Specializarea sa artistică s-a caracterizat prin pierderea simțului realității, ironie intelectuală, înstrăinare. A interpretat cu mare succes spiritele tulburate ale secolului al XX-lea, reprezentând entuziasmul și nebunia acestora.
A dublat în limba maghiară vocea lui Humphrey Bogart din filmul Casablanca, ca și vocea lui Leonard Bernstein din serialul despre Bernstein de la Televiziunea Maghiară.

## Roluri în piese de teatru
Numărul rolurilor interpretate potrivit evidențelor teatrale este de 107:
- Magis (Félicien Marceau: A tojás)
- Marat (Peter Weiss: Marat/Sade)

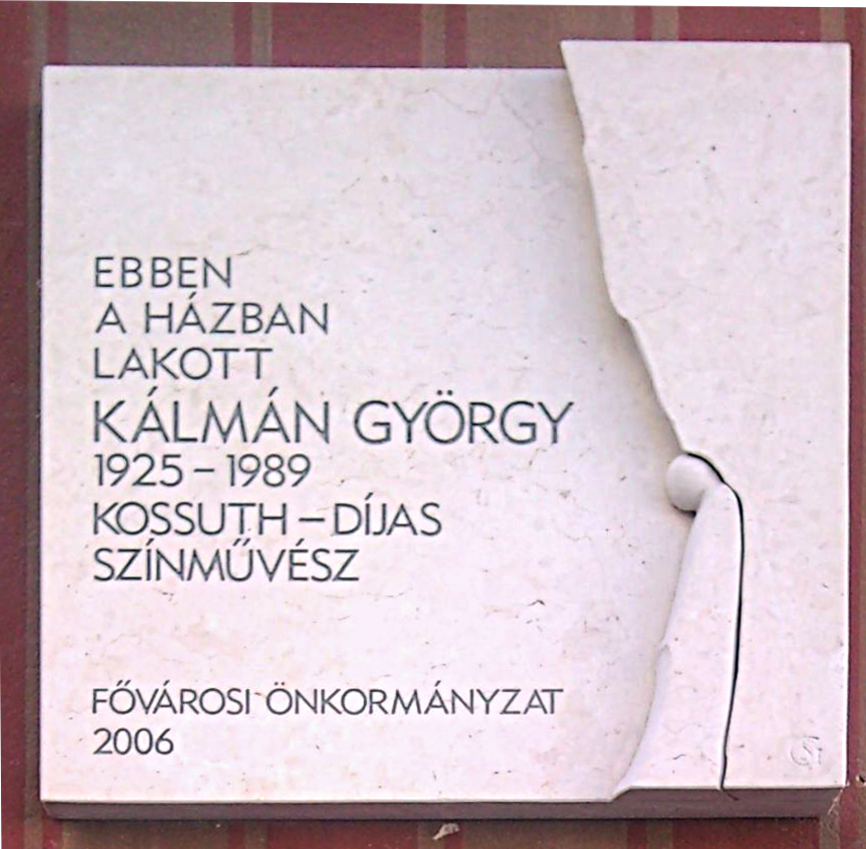
Placă memorială pe o clădire din sectorul I al Budapestei: kapu tér 8.

- Quentin (Arthur Miller: Bűnbeesés után)
- Biff (Arthur Miller: Moartea unui comis voiajor)
- Wurm (Friedrich Schiller: Ármány és szerelem)
- Lysander (William Shakespeare: Visul unei nopți de vară)
- Bolond (William Shakespeare: Regele Lear)
- Bolyai János (László Németh: A két Bolyai)
- Lucifer (Imre Madách: Tragedia omului)
- Hale tiszteletes (Arthur Miller: A salemi boszorkányok)
- Védő (Weiss: A vizsgálat)
- Gróf (Ferenc Molnár: Úri divat)
- Hermann von Schütz (Sárospataky István: Szemfényvesztők)

## Filme

### Filme de cinema
- A harag napja (1953)
- Keserű igazság (1956)
- Hannibál tanár úr (1956)
- Bakaruhában (1957)
- Láz (1957)
- Sóbálvány (1958)
- 1958 Édes Anna
- Merénylet (1959)
- Felfelé a lejtőn (1959)
- Dúvad (1961)
- Jó utat autóbusz! (1961)
- Délibáb minden mennyiségben (1962)
- Az utolsó vacsora (1962)
- Esős vasárnap (1962)
- Egyiptomi történet (1963)
- 1963 Germinal
- 1964 Ráby Mátiás (Rab Ráby), rol: Ráby Mátyás
- 1965 Fiii omului cu inima de piatră (A kőszívű ember fiai), rol: Fritz Goldner
- Iszony (1965)
- Sellő a pecsétgyűrűn I-II. (1966)
- És akkor a pasas... (1966)
- A férfi egészen más (1966)
- Kártyavár (1967)
- Imposztorok (1969)
- Történelmi magánügyek (1970)
- 1970 Vis de dragoste (Szerelmi álmok – Liszt)
- Kopjások (1975)
- Teketória (1976)
- Naplemente délben (1979)
- Requiem (1981)
- Fogadó az Örök Világossághoz (1981)
- Gyertek el a névnapomra (1983)
- Keserű igazság (1986)
- Tüske a köröm alatt (1988)

### Filme de televiziune
- Nő a barakkban (1961)
- Ne éljek, ha nem igaz! (1962)
- Nyaralók (1967)
- Halálnak halála (1969)
- Só Mihály kalandjai (1970)
- Tizennégy vértanú (1970)
- A gyáva (1971)
- Irgalom 1-3. (1973)
- Zrínyi (1973)
- A fekete Mercedes utasai (1973)
- A professzor a frontra megy (1973)
- Próbafelvétel (1974)
- Veszélyes forduló (1974)
- Végül (1974)
- Hogyan viseljük el szerelmi bánatunkat (1975)
- Felelet 1-6. (1975)
- Tengerre néző cellák (1978)
- Rejtekhely (1978)
- Az elefánt (1978)
- Hálapénz - Tiszteletem főorvos úr! (1979)
- Jegor Bulicsov és a többiek (1981)
- Kálmán György (documentar, 1982)
- A piac (1983)
- Csinszka (1987)
- Margarétás dal 1-2. (1988)

## Premii

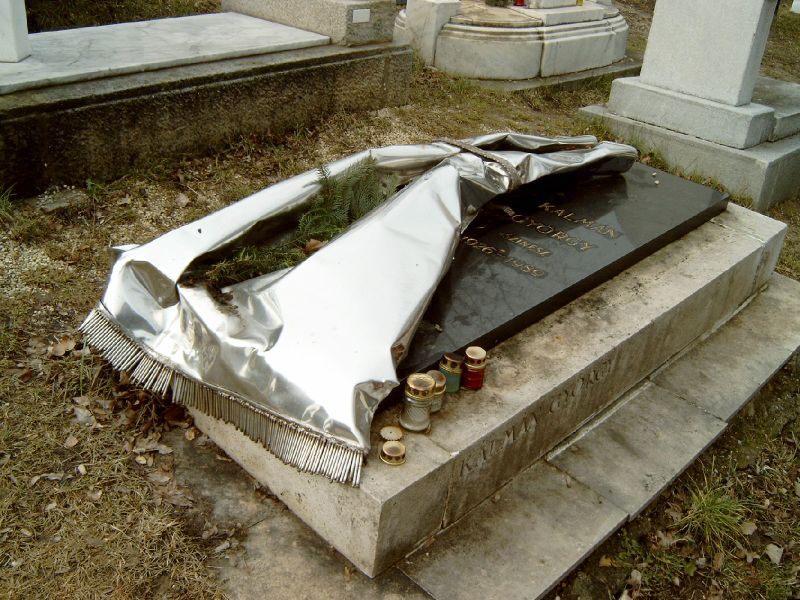
Mormântul lui György Kálmán din Cimitirul Farkasréti din Budapesta: 22/1-1-9. Monument creat de Imre Varga

- Premiul Jászai Mari (1956, 1958)
- Artist emerit (1966)
- Premiul Kossuth (1970)
- Maestru al artei (1972)

## Filme documentare
- Mestersége színész – Kálmán György (1984)
- Hogy volt?! – Kálmán György felvételeiből (2012)

## Carte
- Baló Júlia: Sztárinterjúk forgatás közben (1988)